# Galoya Toucouleur
Galoya Fulɓe est une localité du nord du Sénégal, située dans le département de Podor et la région de Saint-Louis. Elle se trouve en bordure du fleuve Sénégal et à proximité de la frontière avec la Mauritanie.
Le village a été érigé en commune en juillet 2008.
Selon une source officielle, le village de Galoya Toucouleur comptait 5 797 habitants et 674 ménages (avant la création de la commune).